# Гайдаров, Фёдор Павлович
Фёдор Павлович Гайдаров (Гайдаржи) (11 февраля 1898 — после 1956) — советский военный деятель, разведчик, полковник.

## Биография
Родился 11 февраля 1898 года в г. Рени Измаильского уезда Бессарабской губернии Российской империи в семье рабочего. По национальности русский.
В 1913 году окончил городскую школу в Рени (Молдова), в 1915 году — школу юнг, в 1916 году — минную школу Черноморского флота. 
С февраля 1917 года служил электриком на крейсере «Принцесса Мария». 
Летом 1917 года был избран секретарём судового комитета. 
В феврале 1918 года был демобилизован. 
В 1918—1919 годах проживал на территории, занятой белыми, был арестован деникинцами, но через некоторое время отпущен.
В марте 1920 года добровольно вступил в Рабоче-крестьянскую Красную армию в Новороссийске, в этом же году вступил в коммунистическую партию. 
Во время Гражданской войны России был секретарем ячейки РСДРП(б) военного порта. 
В сентябре 1920 — июне 1922 года находился в загранкомандировке в Турции по заданию Разведывательного управления Штаба РККА. В июне 1922 года демобилизован.
В 1926 году окончил Московский институт востоковедения. 
Во время учёбы являлся секретарем правительственной комиссии ЦИК СССР, которая принимала в мае 1925 года Северный Сахалин от японского командования.
С июня 1926 года по август 1927 года работал в Западном Китае.
В 1927—1931 годах работал в Турции (Стамбул, Измир) в сфере государственной торговли.
С 1932 года - вновь в РККА, состоял в распоряжении IV управления Штаба РККА.
В 1932—1934 годах вновь работал оперативным сотрудником разведывательного управления в Турции, официально «оперативный работник по экспорту и импорту».
С марта 1934 года — помощник начальника пограничного разведывательного пункта Белорусского военного округа.
С ноября 1934 года по декабрь 1937 года — резидент разведуправления РККА в Австрии. 
В 1937—1939 годах состоял в распоряжении Разведупра.
С августа 1939 года по сентябрь 1940 года — старший преподаватель кафедры страноведения Специального факультета Военной академии РККА имени Фрунзе. 
С сентября 1940 года — начальник кабинета Ближнего Востока Высшей специальной (разведывательной) школы Генштаба РККА.
В годы Великой Отечественной войны продолжил службу в Высшей разведывательной школе Красной армии, являясь старшим преподавателем по ближневосточным странам кафедры разведки.
Владел французским, румынским, турецким и английским языками.
Вышел в отставку 7 мая 1956 года.

## Воинские звания
- Полковой комиссар
- Полковник интендантской службы.

## Награды
- Орден Ленина (30.12.1956);
- Орден Красного Знамени (15.11.1950);
- два Ордена Красной Звезды (17.06.1944, 06.11.1945) «Благодаря хорошему знанию своего предмета и большому опыту в практической и преподавательской работе, лекции т. Гайдарова всегда проходят на весьма высоком уровне. Т. Гайдаров активно и много работает в области научно-исследовательской работы своей кафедры» из наградного листа 1944 года;
- Медаль «За боевые заслуги» (03.11.19440;
- Медаль «За победу над Германией в Великой Отечественной войне 1941–1945 гг.» (09.05.1945).

## Сочинения
- Учебник турецкого языка. — Баку, 1944.